# Reinier Claeszen (1894)

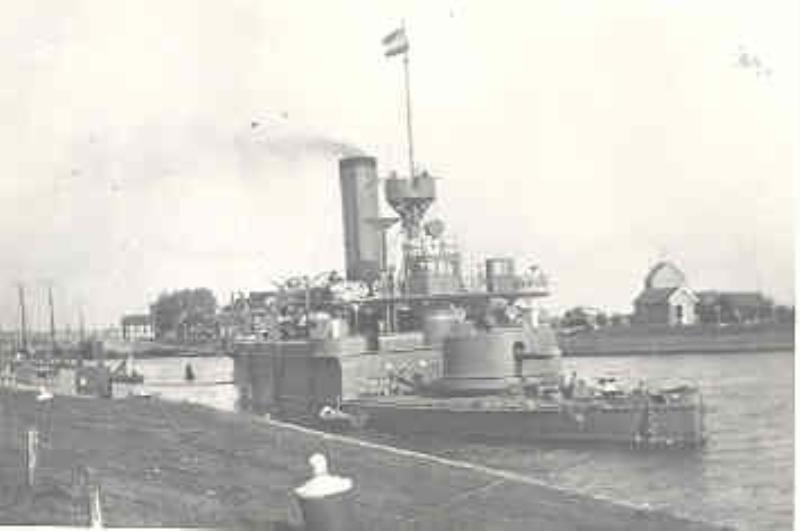
Reinier Claeszen, фотографія близько 1900 року

Reinier Claeszen — броненосець берегової оборони ВМС Нідерландів, побудований у кінці 19 століття. Названий на честь нідерландського адмірала, який 1609 року підірвав себе зі своїми кораблями, аби уникнути здачі сильнішій іспанській ескадрі.
Через дуже низький надводний борт корабель часто розглядається, як монітор, хоч на відміну від класичних представників цього класу мав розвинену надбудову.

## Технічні характеристики

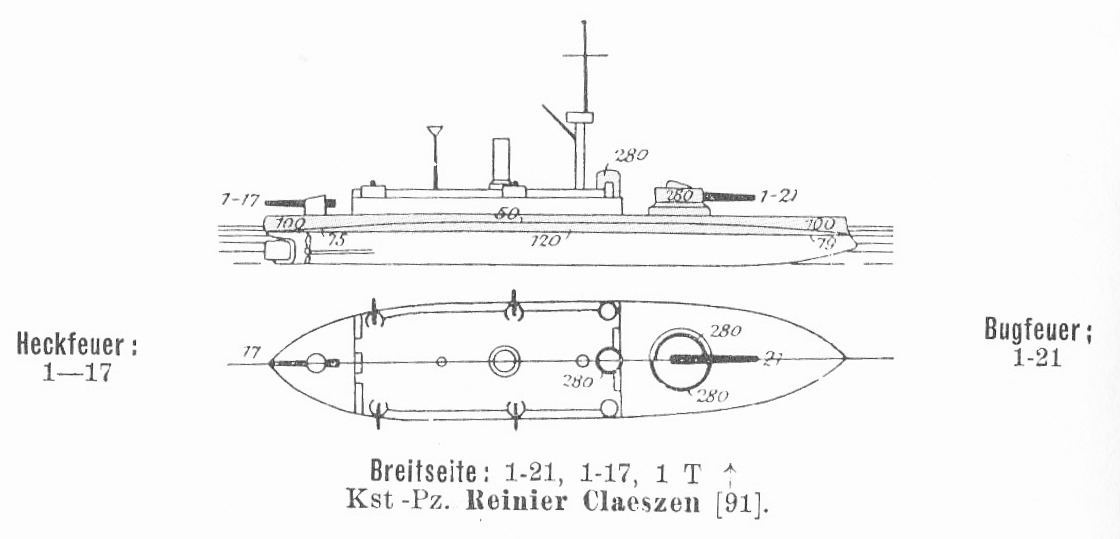
Схема корабля

Водотонажність — 2440 тон, довжина — 70 метрів, максимальна осадка — 4,55 метра.
Максимальна швидкість — 12,5 вузлів.
Основним озброєнням корабля була 209 міліметрова гармата Круппа у башті спереду, 173 міліметрова гармата того ж виробника на кормі, прикрита щитом. Озброєння доповнювали чотири 50 міліметрових гармати та два торпедних апарати.
Reinier Claeszen був захищений бронею компаунд, товщиною 100—120 міліметрів на поясі, 50 — 75 міліметрів на палубі і 280 міліметрів на башті.

## Служба

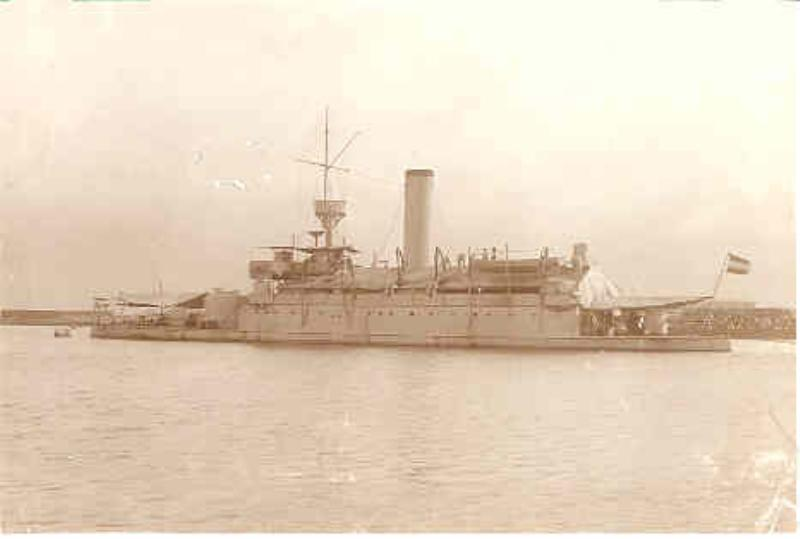
Вид на корабель з борту

Корабель побудований на державній верфі в Амстердамі, спущений на воду 1891 року, увійшов у стрій 1894 року. Служба пройшла без істотних подій. Виведений зі складу флоту 1914 року.